# 紫波サービスエリア
紫波サービスエリア（しわサービスエリア）は、岩手県紫波郡紫波町片寄にある東北自動車道のサービスエリア。

## 道路
- E4 東北自動車道

## 施設

### 上り線（仙台・福島方面）
- 管理：ネクスコ東日本エリアトラクト[1]
- 運営：岩手ハイウェイサービス[2]
- 駐車場[2]
  - 大型 32台
  - 小型 113台
- トイレ[2]
  - 男性 大6（和式1・洋式5）・小9
  - 女性 22（和式8・洋式14）
    - 同伴の男児用 1

  - 車椅子用 1
- ガソリンスタンド（ENEOS（ENEOSウイング）24時間）[2][3]
- 給電スタンド（24時間）[2]
- レストラン（11:00-19:00）[2]
- フードコート（8:00-20:00）[2]
- ショッピング（8:00-20:00）[2]
- 自動販売機
- ハイウェイ情報ターミナル
- 郵便ポスト（紫波郵便局）

### 下り線（盛岡・青森方面）
- 管理：ネクスコ東日本エリアトラクト[1]
- 運営：家族亭[4]
- 駐車場[4]
  - 大型 50台
  - 小型 63台
- トイレ[4]
  - 男性 大6（和式1・洋式５）小9
  - 女性22（和式8・洋式14）
    - 同伴の男児用 1

  - 車椅子用 1

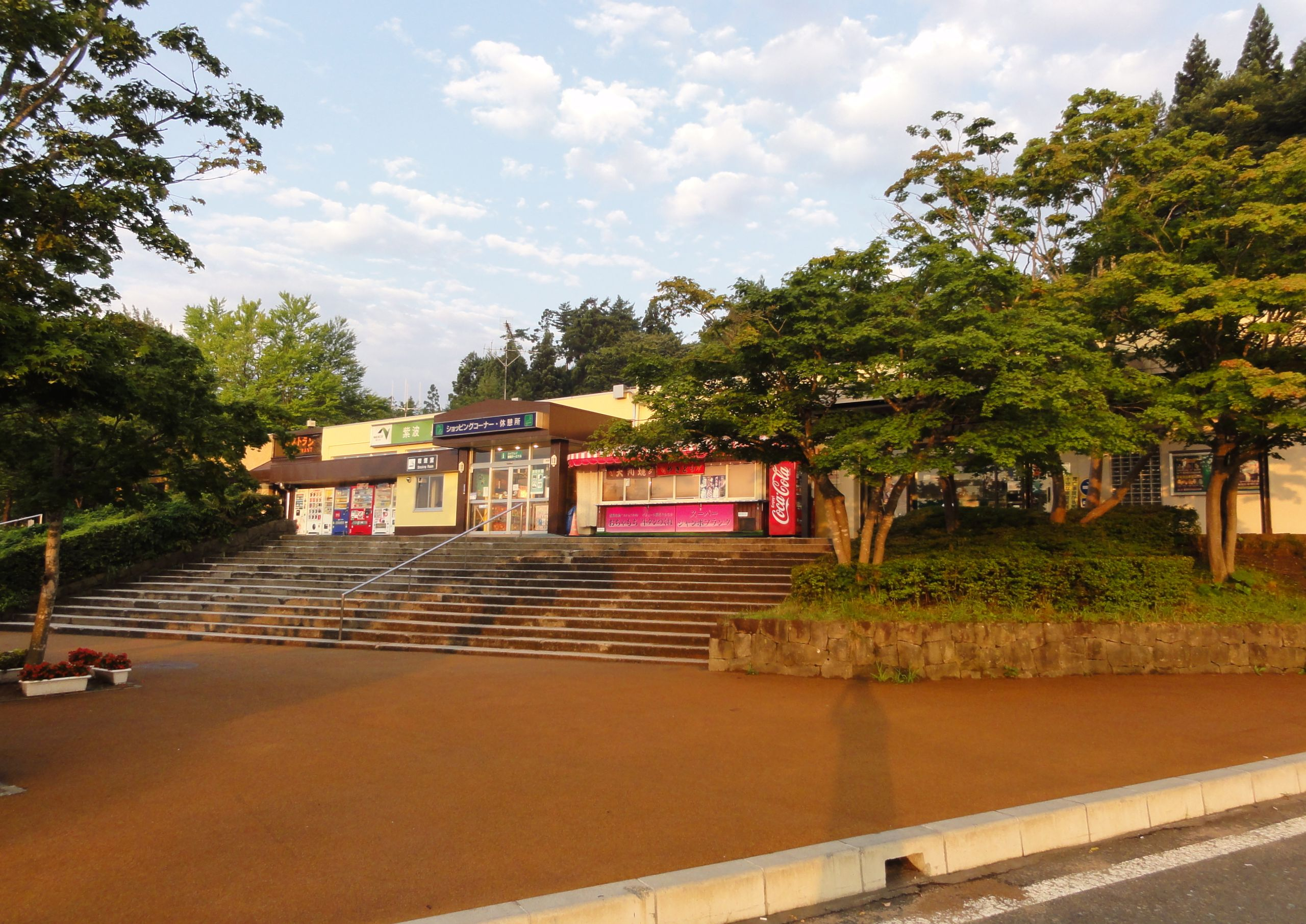
紫波サービスエリア 下り線側施設
（2011年8月）

- ガソリンスタンド（ENEOS（ENEOSウイング）24時間）[4][5]
- 給電スタンド（24時間）[4]
- フードコート（7:00-22:00）[4]
  - とくとく（そば・うどん・丼ぶり、8:00 - 20:00[6]）
- ショッピング（7:00-22:00）[4]
- 自動販売機
- ハイウェイ情報ターミナル
- 郵便ポスト（紫波郵便局）

## 隣
E4 東北自動車道
(39)花巻IC - 紫波SA - (40)紫波IC